# 晩年様式集
『晩年様式集（イン・レイト・スタイル）』（イン・レイト・スタイル）は、2013年に講談社から出版された大江健三郎の長編小説である。
2012年1月から2013年8月にかけて、東日本震災後の深刻な事態と並走しながら文芸誌『群像』に17回にわたってほぼ毎月連載された。実際の大江の行動と同定しうる日記的な記述も多く含まれ、大江は「これが小説だと主張する気持ちは半分半分です」と述べている。
（大江健三郎の実際の行動と同定しうるエピソードは例えば、新宿の紀伊國屋書店でおこなわれたパトリック・シャモワゾーとの対談 、日本外国特派員協会でおこなわれた反原発運動の記者会見  などがそれである。）

## あらすじ
東日本大震災とそれに続く原発事故により精神的なダメージを受けた老作家、長江古義人は、書き進めてきた長編を仕上げる気力を失い、構想を放棄する。本を読む集中力も無くしてしまった古義人は、「徒然なるひまに、思い立つことを」地震で崩壊した書庫から拾い出してきた「丸善のダックノート」に書きつけ始めた。古義人はその書き物を、友人であった外国人批評家の遺作のタイトルをもじって「晩年様式集」と名づける。
古義人の妹・アサ、妻・千樫、娘・真木、彼女らは長年、古義人の作品に登場人物として取り上げられてきた。彼女たちは「三人の女たち」というグループを結成し、古義人の作品や古義人そのひとへの批評を文書でよこすようになった。古義人は自分の文章に彼女らの文書を挟み込み私家版の雑誌『「晩年様式集」＋ α 』を作り始める。
古義人の過去作『懐かしい年への手紙』でその肖像が描かれた古義人の師匠であったギー兄さんの息子、アメリカ育ちのギー・ジュニアは大地震と原発事故という日本のカタストロフィーを取材すると同時に、晩年の仕事において、円熟を拒否し個人としてのカタストロフィーに向かう芸術家の研究として古義人へインタビューを開始する。
古義人の仕事は、まず、これらの近親者から厳しい吟味や批判を受けることになる。古義人には、核時代の危機に警鐘を鳴らしてきた自分の仕事は、現実に効力を及ぼさなかった、という苦い自己認識がある。それでも古義人は老骨に鞭をうって、「三・一一後」に新しく立ち上がった反原発の社会運動に旗頭として身を投じる。老いの衰えから、体調を崩しながらもデモ行進に参加する。
文芸誌『新潮』2007年1月号に掲載された『詩集『形見の歌』より二篇（初めての詩）』に収録された詩が引用されて終わる。「気がついててみると、／私はまさに老年の窮境にあり、／気難しく孤立している。／否定の感情こそが親しい。」「自分の想像力の仕事など、／なにほどのものだったか 、と／グラグラする地面にうずくまっている 。」「（晩年の様式の）否定性の確立とは 、／なまなかの希望に対してはもとより 、／いかなる絶望にも／同調せぬことだ … 」「小さなものらに 、老人は答えたい 、／私は生き直すことができない 。しかし／私らは生き直すことができる 。」

## 批評
大澤聡による批評
近畿大学文芸学部准教のメディア研究者・大澤聡は、本作の構造、主人公・長江古義人が編集する内輪雑誌『晩年様式集＋α』に作家・大江健三郎に同定しうるエピソードが書き込まれ、現実と虚構が漸近的に同期され、さらにそれが月刊雑誌に連載され、他の作家や批評家のテキストと梱包され、時評が同月発表の作品同士を繋ぐ、と幾重にも折り重なる「雑‐誌」性は震災後の状況に応接すべく要請されたと指摘する。また、大江は作を重ねるたび、自己言及のリズムを加速させてきたが、今作に至るや、今作自身の先行頁までも、すぐさま批判対象として呑み込んでしまうようになり、また作品と作家との新たな関係性は、外部に広がる無限のネットワークへと開かれるようになったとして、それは、日本的な私小説風土とは完全に位相を異にする態勢である、と指摘する。
佐々木敦による批評
批評家・佐々木敦は、「三人の女たち」の作家への「逆襲」によって大江のこれまでの著作に書かれてきたことが覆る、という本作の内容をまず説明する。そして長年の読者であればあるほど、切羽詰まり、時に混乱もする、畳み掛けるような過去作の「再検討」にひどく動揺させられるだろうと述べる。大江は（注:『燃えあがる緑の木』以後）何作もの「最後の小説」を著してきたが、今度こそ作家は正真正銘の「後期高齢者」であり、世界は「三・一一後」であり、本当の最後、晩年の様式であると述べ、それでも老作家が絶望ではなく希望を、最後の最後に記すことにより深く透明な感動が遺されると述べた。
工藤庸子による批評
東京大学名誉教授でフランス文学研究者・工藤庸子は、主人公の老作家に異議を申し立てる「三人の女たち」の声はそれぞれの場面で発された言葉として味わえばモリエール的な喜劇の効果も伴っているが、単に女性の解放やオプティミズムということとは全く異質の不穏で荒々しいものを持っており、聡明な女性たちの「口語的」な文体が、権威ある男性的な「文語体」を着々とたくましく侵食することを指摘して、歴史的に、男女間の権力的な秩序を刻印された「小説」という様式そのものを大江は安住できる場とは考えないと論じた。またそれに絡めて、大江的なlate styleの様式は、円熟の境地でも老いの諦念でもなく、技巧や形式の完成を仄めかすのでもない、本質において不穏で、既存の秩序の外に出て、体制を侵食する破壊的な力を宿しており、ジョイスの『フィネガンズ・ウェイク』やフローベールの『ブヴァールとペキュシェ』などのように「要するに、これは「小説」なのですか？」と問いたくなるような、読み手を困惑させるほどのテクスト的な力業であると述べた。

## 出版
- 『晩年様式集（イン・レイト・スタイル）』講談社、2013年
- 『晩年様式集（イン・レイト・スタイル）』講談社文庫、2016年